# Martha Érika Alonso Hidalgo
Pour les articles homonymes, voir Alonso et Hidalgo.
Martha Érika Alonso Hidalgo, née le 17 décembre 1973 à Puebla et morte le 24 décembre 2018 à Santa María Coronango (État de Puebla), est une femme politique mexicaine.

## Biographie
Diplômée de l'Université ibéro-américaine de Puebla, de l'Universidad de las Américas Puebla, où Martha Érika Alonso obtient une maîtrise en communication publique, de l'Escuela de Alta Dirección y Administración et de la Benemérita Universidad Autónoma de Puebla, elle adhère au Parti d'action nationale (PAN) en 2009.
De 2011 à 2017, son mari Rafael Moreno Valle est gouverneure de l'État de Puebla. En 2015, elle devient la secrétaire générale du PAN pour l'État de Puebla. 
En 2018, elle se présente aux élections gouvernatoriales de l'État de Puebla et remporte une courte victoire, le 1er juillet, contre le candidat soutenu par le parti au pouvoir, Miguel Barbosa Huerta. Le 14 décembre, elle devient la première femme à occuper le poste de gouverneure de Puebla.

### Mort
Le 24 décembre 2018, l'hélicoptère dans lequel Martha Érika Alonso voyage avec son mari s'écrase dans un champ, tuant ses occupants.